# واله‌فیوریتا
واله‌فیوریتا (به ایتالیایی: Vallefiorita) یک کومونه در ایتالیا است که در استان کاتانزارو واقع شده‌است. واله‌فیوریتا ۱۳٫۸۳ کیلومتر مربع مساحت و ۱٬۸۰۵ نفر جمعیت دارد و ۳۲۹ متر بالاتر از سطح دریا واقع شده‌است.